# Oscinella frit
Espèce
L'oscinie de l'avoine (Oscinella frit) est une espèce d'insectes diptères brachycères de la famille des Chloropidae qui s'attaque à différentes céréales telles que l'avoine ou le maïs.

## Description

Les adultes sont de couleur sombre et mesurent environ 3 mm.
Les larves sont des asticots jaune pâle qui peuvent mesurer jusqu'à 4 mm.

## Cycle de vie
La diapause hivernale s'effectue dans les tiges de différentes graminées (vulpin, ray-grass, fétuque, orge, blé, seigle ...). Au printemps les larves se nymphosent puis les adultes apparaissent. Deux générations se succèdent encore ensuite. Les pontes de la deuxième génération ont lieu sur épis principalement sur avoine.

## Confusions possibles
Cette oscinie est très voisine de l'oscinie de l'orge (Oscinella pusilla Meigen, O. grossa Mesnil). Les différences ne sont pas visibles à l'œil nu ; elles concernent les antennes et la couleur des tibias.

## Dégâts
Les œufs sont pondus à la base des feuilles puis la larve s'insinue entre les feuilles jusqu'au cœur de la plante.
Les plantules qui ont deux feuilles au moment de la pénétration de la larve meurent ; celles qui en ont 3 ou 4 jaunissent et la pousse principale est détruite.
Les larves rejettent des substances toxiques entraînant des troubles de croissance des plantes.
Les larves pénètrent sous la gaine et s’attaquent aux grains encore laiteux ainsi qu’aux fleurs de variétés d’automne tardives et des céréales de printemps. Elles détruisent les épillets supérieurs des épis.
Dans le cas où les larves éclosent lorsque les grains sont formés, elles pénètrent à l’intérieur et provoquent leur jaunissement.
Le charbon du maïs (Ustilago maydis) se développe sur les morsures.
Les pertes de rendement peuvent atteindre de 5 à 15 %.